# .mu
.mu ist die länderspezifische Top-Level-Domain (ccTLD) des Staates Mauritius. Sie wurde am 6. Oktober 1995 eingeführt und wird vom Unternehmen Internet Direct mit Sitz in Port Louis verwaltet.

## Eigenschaften
Neben .mu gibt es diverse Second-Level-Domains, beispielsweise .com.mu für Unternehmen, .net.mu für Internet Service Provider oder .org.mu für gemeinnützige Organisationen. Insgesamt darf eine .mu-Domain zwischen drei und 63 Zeichen lang sein und nur alphanumerische Zeichen beinhalten.
International spielt .mu kaum eine Rolle. Die teuerste jemals verkaufte Adresse war sex.mu im Jahr 2008.

## Weblink
- Offizielle Website der Vergabestelle